# Johan Mendiz de Briteiros
Johan Mendiz de Briteiros (fl. XIII-XIV secolo) è stato un trovatore portoghese, attivo nel periodo 1270-1320.
Membro dell'alta aristocrazia portoghese, era nipote di Roi Gomez de Briteiros e figlio di Men Rodrigues de Briteiros. Fu attivo alla corte di Dionigi del Portogallo e possibilmente anche in quella di Alfonso X. È autore di 9 componimenti poetici: sei cantigas de amor e tre cantigas de amigo.